# Manuel María Flores
Manuel María Flores más conocido como Manuel M. Flores (San Andrés Chalchicomula, hoy Ciudad Serdán, Puebla, 1840 - Ciudad de México, Distrito Federal, 1885) fue un escritor y poeta poblano durante la segunda mitad del siglo XIX. Nació en Puebla, estudió filosofía en el colegio de San Juan de Letrán, que abandonó en 1859 para combatir en la Guerra de Reforma del lado del Partido Liberal. Durante la Segunda Intervención Francesa en México fue hecho prisionero en la Fortaleza de San Carlos de Perote. Al ser liberado en 1867 fue elegido diputado, y se unió al grupo de escritores de Ignacio Manuel Altamirano. Fue amigo de Manuel Acuña, con quien publicó poemas. Se relacionó con Rosario de la Peña, por quien, se dijo, Manuel Acuña se suicidó, aunque hay diversas interpretaciones del hecho y se desconoce la verdadera causa del suicidio. Flores contrajo sífilis en 1858, mucho antes de conocer a De la Peña y por tanto nunca consumaron su unión. Él falleció en circunstancias muy penosas, causadas por esa enfermedad.

## Obras
Rosas caídas son sus memorias amorosas, editadas, por primera vez, el año de 1953 por Margarita Quijano Terán. Comenzó a redactarlas en 1864 y las dejó manuscritas a Rosario de la Peña, quien las entregó al doctor José Castillo Piña, quien a su vez las confió a Quijano Terán. Flores dedicó Rosas caídas a su amigo Juan B. Híjar y Haro.
Pasionarias, libro de poemas y otras obras fue publicado originalmente en 1874, con prólogo escrito por Manuel Altamirano.
Dos de sus poemas  fueron musicalizados por sendos compositores argentinos, con ritmo de vals. Uno, titulado  «Amémonos», por Carlos Montbrun Ocampo (circa 1947), y un segundo llamado «Adiós», con música de dominio público, transcripta y arreglada por Antonio Tormo (en 1948), con el título de «Dos que se aman».